# صمد (اسم)
صَمَد هو اسم عربي يعطى لشخص مذكر. ويعني المتجلد في الحرب، المقاوم الذي لا يعطش ولا يجوع أثناءها.  
قد يأتي الأسم مركب في اسم عبد الصمد
اسم صمد قد يشير إلى : 
- صمد بهرنجي (1939 - 1967) أستاذ إيراني
- صمد يشيل (مواليد 1994) لاعب تركي-ألماني.
- صمد فورغون
- صمد بديري
- صمد بورسيدي
- صمد أكايدن